# Kušar
Kušar je priimek več znanih Slovencev in tudi Hrvatov:
- Alenka Vojska Kušar (*1942), zdravnica
- Anita Kušar, agronomka, nutricionistka
- Barbara Kušar, zborovska pevka, vodja zbora Carmen manet
- Bene Kušar, oblikovalec plakatov za filme
- Domen Kušar, arhitekt, doc. FA
- Franci Kušar, harmonikar in skladatelj (Beneški fantje)
- Igor Kušar (*1955), ekonomist, podjetnik in politik
- Ivan Kušar (1859—1942), hrvaški časnikar in prevajalec v Trstu
- Janez Kušar (*1958), strojnik
- Janko Kušar (1929—2014), politik
- Jerneja Kušar (*1982), dramaturginja
- Jože Kušar (*1940), arhitekt, profesor FA
- Josip Kušar (1838—1902), podjetnik in politik
- Josip Kušar (1865—1913), pravnik, odvetnik
- Jure Kušar (*1958), operni pevec, tenorist
- Katja Kušar, poliotologinja
- Klemen Kušar, arhitekt
- Marcel Kušar (1858—1940), hrvaški jezikoslovec
- Matej Kušar, harmonikar
- Meta Kušar (*1952), pesnica, esejistka
- Peter Kušar (1940—2004), muzikolog, glasbeni kritik in publicist
- Simon Kušar, geograf, prof. FF
- Slavko Kušar (*1946), gradbenik
- Špela Kušar (*1981), slikarka, restavratorka
- Štefan Kušar (1910—2002), duhovnik
- Valentin Kušar (1873—1962), (matematik in) fizik, prof. UL
- Valentin Kušar (1904—1984), zdravnik patolog in fotograf